# Mayra Andrade
Pour les articles homonymes, voir Andrade.
Mayra Andrade (née à La Havane à Cuba le 13 février 1985) est une chanteuse capverdienne qui vit à Lisbonne après avoir longtemps vécu à Paris.

## Biographie
Mayra Andrade naît à l'hôpital militaire de La Havane à Cuba le 13 février 1985, grâce à la volonté de son père, militaire, qui voulait que son épouse bénéficie des meilleurs services hospitaliers pour un accouchement qui s'annonçait difficile. Mais elle grandit à Praia, capitale du Cap-Vert, sur l'île de Santiago. Puis elle multiplie les séjours à l’étranger à partir des années 1990, Sénégal, Angola, Allemagne. Encore adolescente, elle gagne la médaille d’or du concours des jeux de la francophonie en 2001, à Ottawa. Elle décide de s'installer à Paris, attirée par le cosmopolitisme de la capitale française.

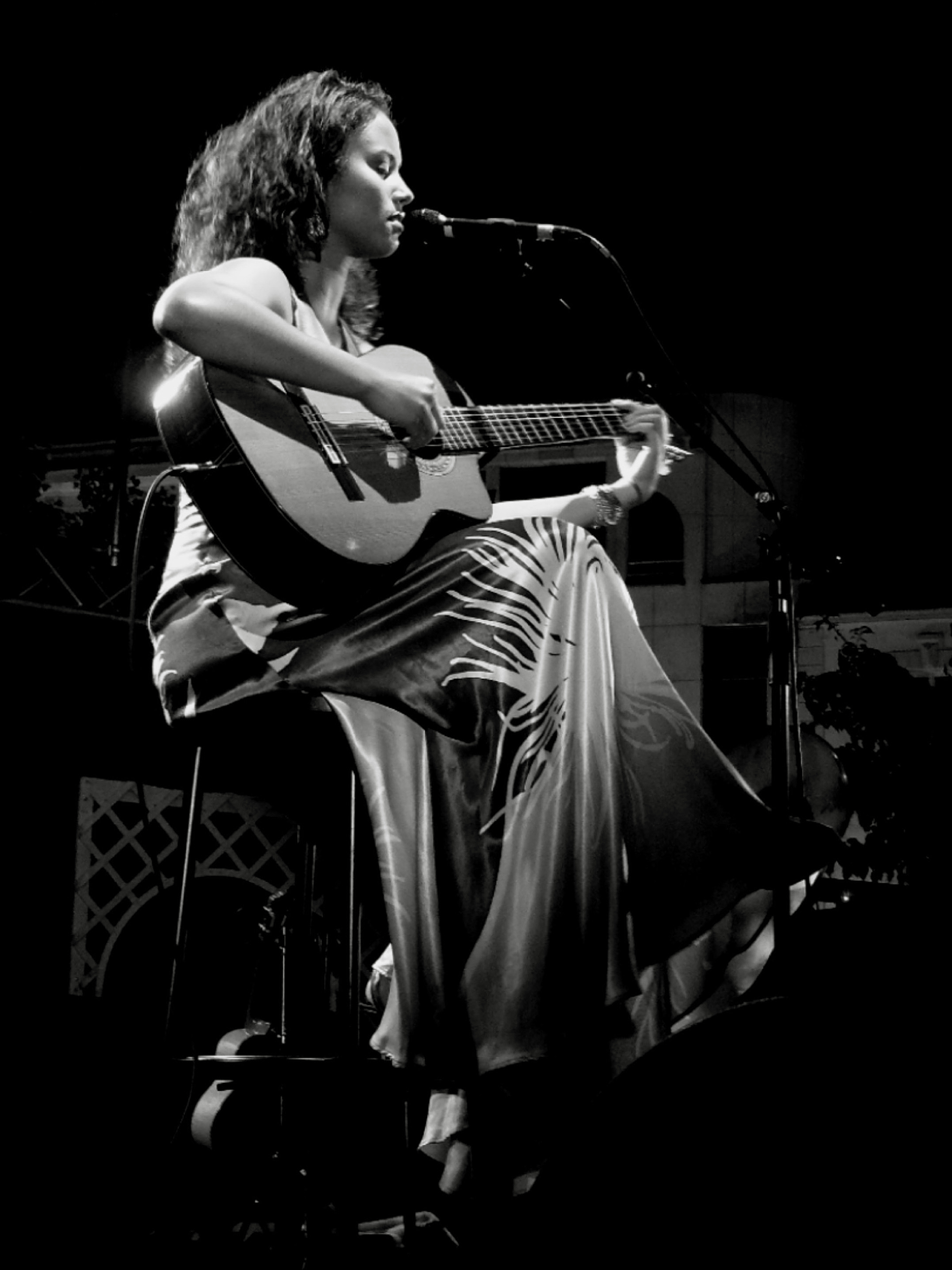
Mayra Andrade en 2008.

Artiste autodidacte, elle compose à la guitare. À l’instar du chanteur et guitariste Tcheka, Mayra Andrade souhaite écrire sa propre partition, tout en s’inscrivant dans la diversité esthétique de l’archipel du Cap-Vert. De ces deux là et de quelques autres, on parle même de « génération Pantera », du nom du jeune compositeur Orlando Pantera (pt), mort en 2001, qui réforma en douceur la musique capverdienne et dont elle emprunta quatre titres pour Navega.
Son premier album Navega est chanté en créole du Cap-Vert, hormis une chanson en français, Comme s'il en pleuvait, écrite par Tété. Elle chante ensuite dans plusieurs pays lusophones, notamment dans les villes capverdiennes de Mindelo et Praia, et à Lisbonne. Elle se fait connaître en France grâce au titre Mas Amor  en duo avec la Mc Malcriado.
Son deuxième album, Stória, stória, est réalisé à Paris avec le multi-instrumentiste capverdien Kim Alves, le bassiste camerounais Étienne M'Bappé et le percussionniste brésilien Zé Luis Nascimento. S'y ajoutent des musiciens de tous horizons : le Guinéen Djeli Moussa Diawara et sa kora, le trompettiste Nicolas Genest, l’Angolais Zézé N’Gambi et ses rythmes, le percussionniste brésilien Marcos Suzano, Jaques Morelenbaum, qui signe et dirige l’enregistrement des arrangements de cordes et Lincoln Ollivetti, les arrangements des vents.

Son troisième album, Studio 105, est enregistré en public à la Maison de la Radio, à Paris.
Pour son quatrième album, Lovely Difficult, Mayra Andrade fait à nouveau appel à des artistes d'horizons variés : Yael Naim et David Donatien, Piers Faccini, Tété, Benjamin Biolay, Hugh Coltman, Krystle Warren, Pascal Danae, Mário Lúcio (pt) et Yann Walcker.
Installée à Lisbonne depuis 2016, elle sort en 2019 un cinquième album, Manga. Elle écrit et compose huit des treize titres de ce disque, enregistré entre Abidjan et Paris,.

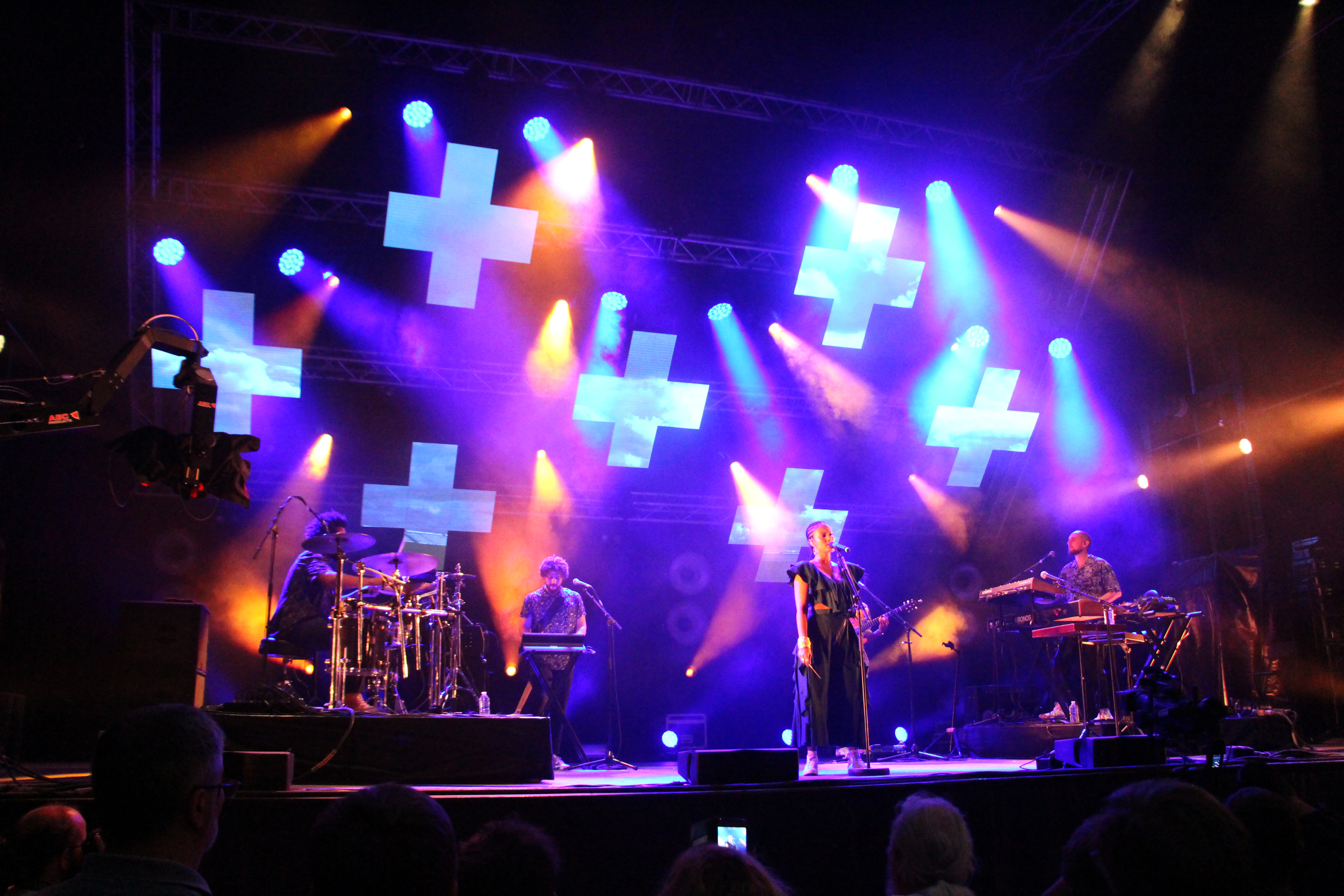
La chanteuse Mayra Andrade et ses musiciens lors du festival Cabaret Frappé à Grenoble, le 18 juillet 2019.

## Albums
- 2006 - Navega
- 2009 - Stória, stória
- 2010 - Studio 105 (CD-DVD)
- 2013 - Lovely Difficult
- 2019 - Manga
- 2024 - reEncanto - Live at Union Chapel

## Collaborations
- 2001 - Cap vers l'enfants II - Plusieurs Artistes
- 2003 - Amor Cuidado - Plusieurs Artistes
- 2004 - Mar e Luz - Mario Lucio
- 2005 - Insolitement vôtre - Charles Aznavour
- 2005 - Homenagem a Luis Morais. Boas Festas - Plusieurs Artistes
- 2006 - Do outro lado - Carlos Martins
- 2006 - Mas amor (album Nos pobréza ké nos rikéza) - La MC Malcriado
- 2006 - Viaja - Teofilo Chantre
- 2008 - Ex combantentes - Paulo Flores
- 2009 - Peixes Pássaros Pessoas - Mariana Aydar
- 2009 - Akokan - Roberto Fonseca
- 2009 - Ôdjus Fitxadu - Idan Raichel Project (album Within My Walls)
- 2011 - Berimbau (compilation Red Hot + Rio 2) - Trio Mocotó
- 2016 - Nha Baby - Nelson Freitas
- 2017 - Love In Beats - Omar (titre 5 : De Ja Vu (feat. Mayra Andrade))
- 2018 - Nós Dois - Tulio Dek